# Locos al volante

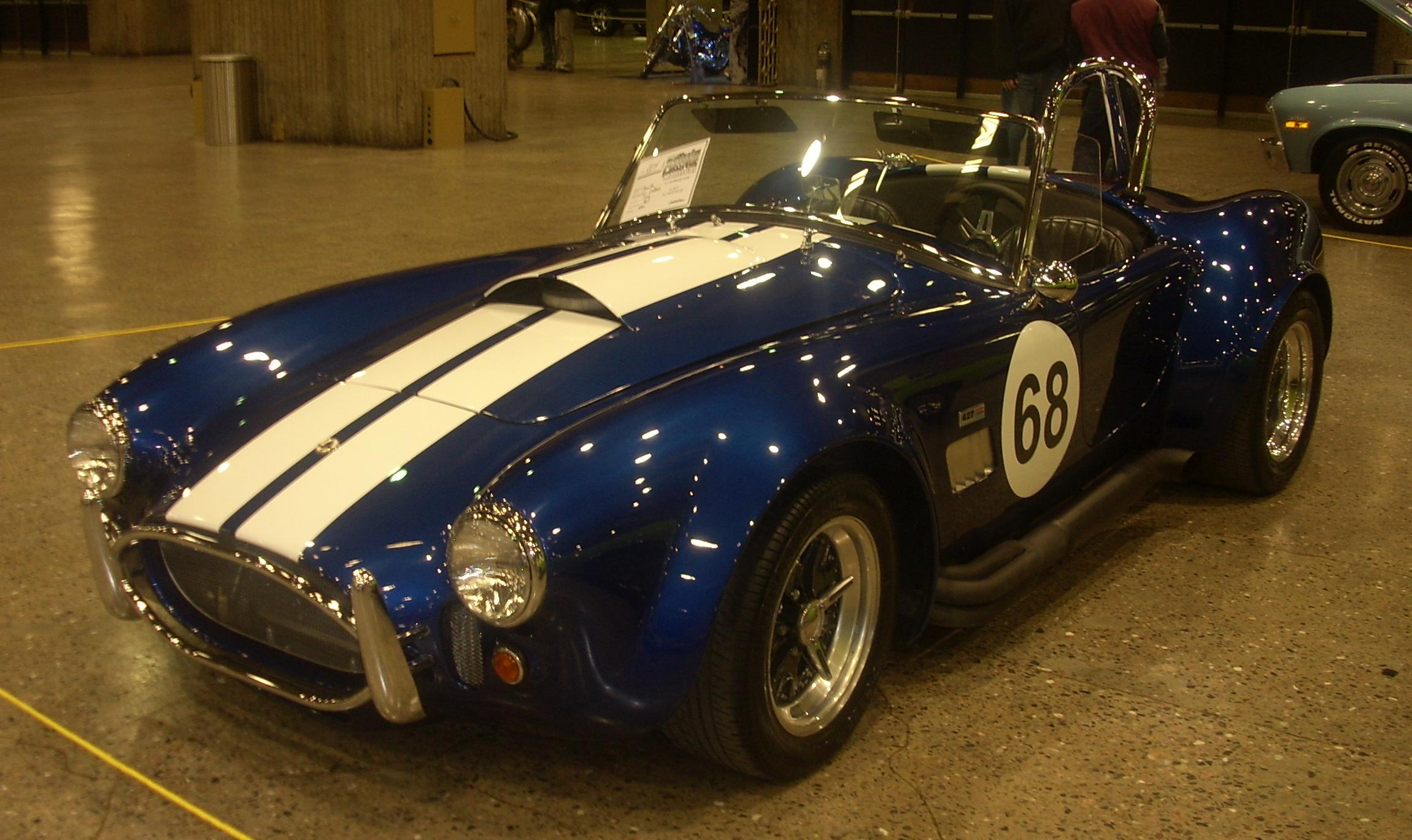
Shelby Cobra (Modelo utilizado en Locos al volante)

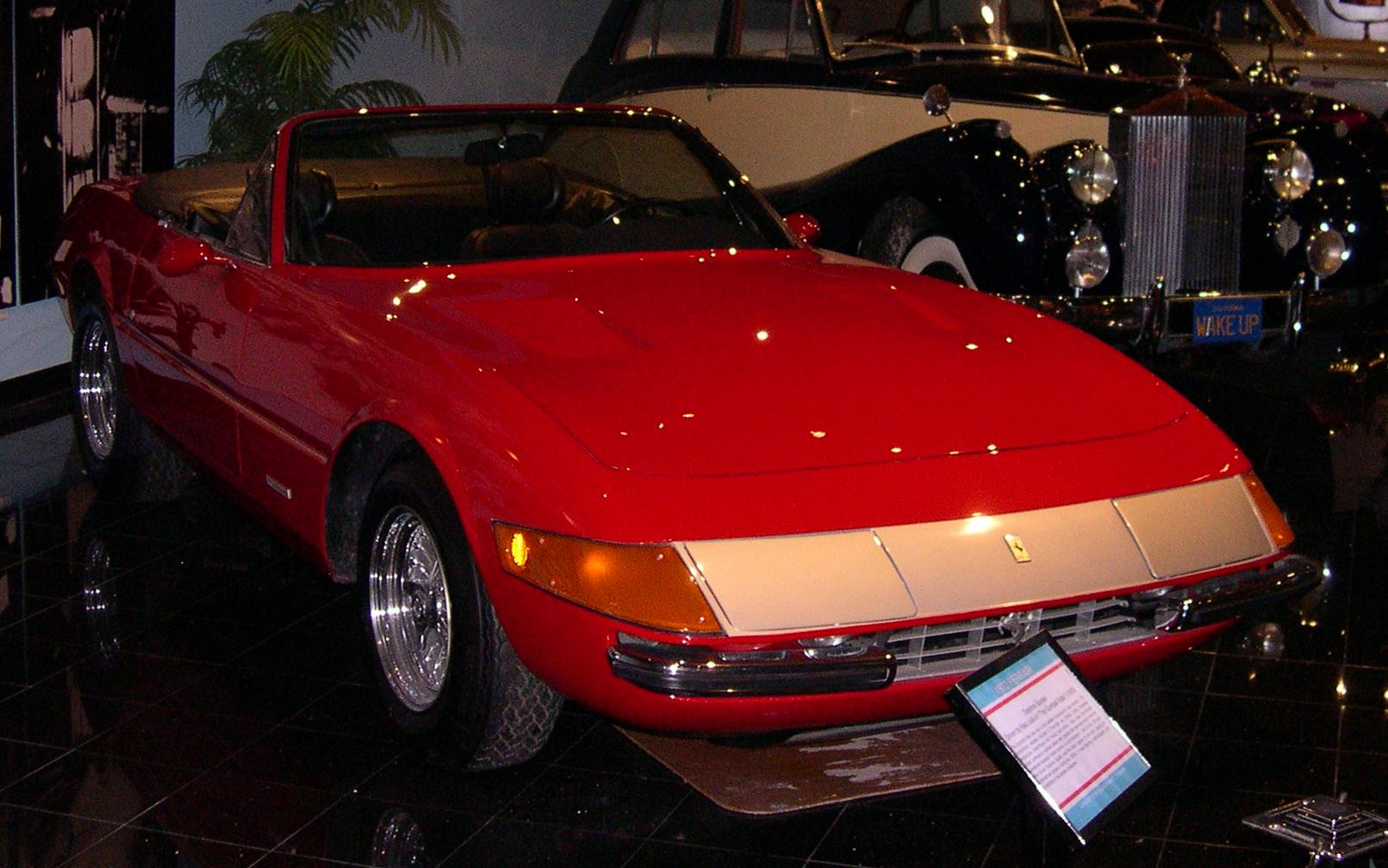
Ferrari 365 GTS/4 'Daytona Spyder' (Modelo utilizado en Locos al volante)

Locos al volante (en inglés: The Gumball Rally) (también conocida como Carrera de locos en Hispanoamérica) es una película estadounidense de 1976 dirigida por Charles Bail y protagonizada por Michael Sarrazin, Norman Burton, Raúl Juliá y Gary Busey.

## Argumento
Michael Bannon (Michael Sarrazin), un rico pero aburrido hombre de negocios y fabricante de dulces, emite la palabra clave "Gumball (chicle)" a sus compañeros entusiastas del automóvil, quienes se reúnen en un garaje en la ciudad de Nueva York para embarcarse en una carrera desde Nueva York a California en el menor tiempo posible. Solo hay una regla: "No hay reglas". 
Su némesis desde hace mucho tiempo, el teniente Roscoe (Normann Burton) del Departamento de Policía de Los Ángeles, quien ha estado tratando de arrestar durante años a Bannon y su grupo, ha volado especialmente para intentar cerrar la carrera. No tiene éxito y la carrera comienza temprano a la mañana siguiente a pesar de su interferencia momentánea. La mayor parte de la película está dedicada a las aventuras de los distintos equipos de conducción y los intentos ineficaces de Roscoe por detenerlos. Se producen una serie de bromas: el Jaguar que no arranca y ni siquiera sale de la línea de salida, los numerosos percances del motociclista silencioso y algo psicótico Lapchik (Harvey Jason) o los frecuentes desvíos del piloto de carreras italiano Franco Bertollini (Raúl Juliá) para seducir a mujeres hermosas. 
La carrera termina en el Queen Mary en Long Beach, California, donde los finalistas celebran su llegada y el derrotado Roscoe se hace a un lado, hasta que llega una flota de coches de policía y grúas, convocados por Roscoe, para confiscar los vehículos de la carrera Gumball. Roscoe había ideado un plan para asegurarse de que todos estuvieran estacionados ilegalmente una vez que la fiesta posterior a la carrera. Bannon felicita a Roscoe por su victoria final (final porque Roscoe, que ha estado detrás de Bannon y Smith desde que estaban en la escuela secundaria, ha alcanzado la edad de jubilación obligatoria). Contemplando cómo todos regresarán a casa sin autos, nuevamente pronuncia la palabra "Gumball" al grupo reunido para indicar una carrera de regreso a Nueva York. Lapchik, el último competidor en terminar la carrera, ruge por el estacionamiento con el acelerador atascado de su moto y se lanza al agua.

## Reparto (vehículos)
- Michael Sarrazin como Michael Bannon (Shelby Cobra 427).
- Nicholas Pryor como Profesor Samuel Graves (Shelby Cobra 427).
- Tim McIntire como Steve Smith (Ferrari 365 GTS/4 'Daytona Spyder').
- Raúl Juliá como Franco Bertollini (Ferrari 365 GTS/4 'Daytona Spyder').
- Norman Burton como Teniente Roscoe.
- John Durren como Ace Preston (Chevrolet Camaro Z-28).
- Gary Busey como Gibson (Chevrolet Camaro Z-28).
- Joanne Nail como Jane Johnson (Porsche 911).
- Susan Flannery como Alice Johnson (Porsche 911).
- J. Pat O'Malley como Barney Donahue (Mercedes-Benz 300SL).
- Vaughn Taylor como Andy McAllister (Mercedes-Benz 300SL).
- Lazaro Perez como José (Rolls-Royce Silver Shadow).
- Tricia O'Neil como Angie (Rolls-Royce Silver Shadow).
- Harvey Jason como Lapchik El águila solitaria (Kawasaki KH400 Motorcycle).
- Steven Keats como Kandinsky (Dodge Polara - coche policía).
- Wally Taylor como Ávila (Dodge Polara - coche policía).
- Eddy Donno como Mel Donno (Chevy Van).
- Dick Karie como Joe Karie (Chevrolet Van).
- Alfred Shelly como Harry Shelly (Chevrolet Van).
- Whitey Hughes como Hughes (Chevrolet Corvette).
- Larry Silvestri como Silvestri (Chevrolet Corvette).
- Wes Dawn como Mullin (Jaguar E-Type).
- John Morton como Tulip (Jaguar E-Type).
- Stephen Blood como Rata traidora (Hot Rod).
- Linda Vaughn como Plan de Urgencia Alpha.

## Producción
El gag sobre el Jaguar E-Type (conocido en Estados Unidos como el Jaguar XK-E) es una venganza del director Charles Bail a la marca Jaguar. En un principio, las dos chicas Jane (Joanne Nail) y Alice (Susan Flannery) debían conducir el Jaguar, pero la negativa de la marca a que se utilizara para el film hizo que las chicas acabaran conduciendo el Porsche 911 de 1969. Bail aprovechó para mostrar el Jaguar como un vehículo que tiene un diseño precioso, pero que no arranca.

## Resultados de la carrera
1. Shelby Cobra 427: Primer lugar.
2. Ferrari 365 GTS/4 'Daytona Spyder': Segundo lugar.
3. Porsche 911: Carrera completada.
4. Dodge Polara: Carrera completada.
5. Mercedes 300 SL Roadster: Carrera completada.
6. Moto Kawasaki: Carrera completada. Último competidor en terminar.
7. Camaro: No terminó. Volcado en la autopista de Los Ángeles.
8. Chevrolet Van: No terminó. Se incendió y se destruyó en la fábrica de fuegos artificiales.
9. Corvette: No terminó. Destrozado en la ciudad de Nueva York.
10. Jaguar XKE: No terminó. No pudo comenzar y nunca cruzó la línea de salida.
11. Rolls Royce: No es un participante oficial. No terminó. Entregado al propietario en Beverly Hills, los frenos fallaron en la entrada y Rolls se estrelló contra una camioneta.

## Localizaciones
El inicio de Locos al volante está filmado en varias localizaciones de Nueva York y California:
- Oficina de Bannon: 77 Water Street y Old Slip, Manhattan.
- Llegada de pilotos: Aeropuerto Internacional John F. Kennedy, Queens.
- Punto de encuentro: Gallagher's Steak House, 228 West 52nd Street y Broadway, Manhattan.
- Garaje: West 52nd Street (btw Broadway y 8th Avenue) Manhattan.
- Punto de llegada: RMS Queen Mary en Long Beach, California.

## Persecución final
La persecución final entre el AC Cobra y el Ferrari Daytona se desarrolla en el canal del Río Los Ángeles, una conocida localización cinematográfica en la que se han filmado películas como Terminator 2: el juicio final, A quemarropa o Drive.